# Maastrichtsche Zinkwit Maatschappij
De Maastrichtsche Zinkwit Maatschappij, kortweg De Zinkwit, is een chemisch bedrijf te Eijsden, voorheen tevens in Maastricht, dat onder meer zinkwit produceert.

## Geschiedenis

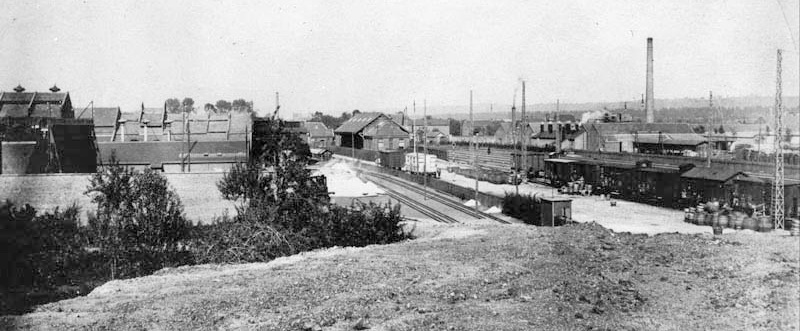
De Eijsdense fabriek in 1925

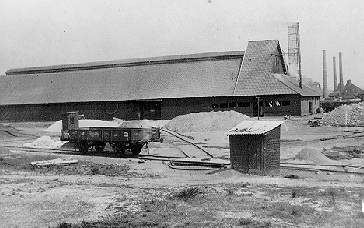
Mineralenloods in Maastricht, 1925

### De eerste decennia
De eerste zinkwitfabriek in Eijsden werd in 1870 opgericht door de Belgische ingenieur Georges Rocour. Op een studiereis door de Verenigde Staten had hij het Wetherill-procedé leren kennen, een voor die tijd moderne wijze om zinkwit te produceren. Hiermee kon zinkwit rechtstreeks gewonnen worden uit het zinkerts. Het zinkwit werd als pigment gebruikt in de verf- en rubberindustrie.
In Maastricht was vanaf 1880 eveneens een zinkwitfabriek gevestigd op een industrieterrein op de oostelijke Maasoever, aan de noordzijde van de Spoorbrug Maastricht (tegenwoordig Franciscus Romanusweg). Het bedrijf was opgericht door de Maastrichtse burgemeester Pijls, de Maastrichtse bankier Seydlitz en de Luikse ingenieur Degive. Bij de overname van de Maastrichtse fabriek door Rocour in 1895 nam het bedrijf de naam Maastrichtsche Zinkwit Maatschappij aan. Vanaf 1903 produceerde een nieuwe fabriek bij Limmel de witte verfstof lithopoon. Sinds 1929 werd hier ook zwavelzuur geproduceerd.
In 1912 werd in Eijsden eveneens een fabriek voor lithopoon in bedrijf genomen en in 1913 werd de arbeiderswijk Mariadorp gesticht. In 1915 werd Fernand Pisart directeur van de Zinkwit, nadat hij al hoge functies in het bedrijf had bekleed en het initiatief voor de bouw van een elektrische centrale en een verpakkingsafdeling had genomen. Fernand was de oom van Jean-François Pisart, welke in 1871 compagnon van Rocour was geworden en zoon was van een zakenman uit Rukkelingen-aan-de-Jeker. Samen met de Belgische zinkfabrikanten nam Fernand Pisart deel aan de oprichting in 1919 van de Société Générale des Minerais. Onder leiding van Fernand werd de fabriek sterk uitgebreid. Van een klein familiebedrijf werd het een internationaal concern. De productie groeide van 3 kiloton in 1900 tot 73 kiloton in 1929. Er werkten uiteindelijk ongeveer 700 mensen.

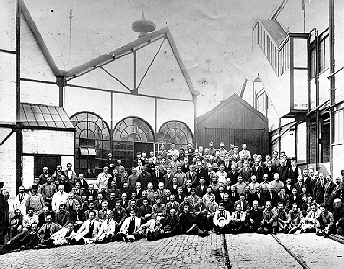
Zinkwitstaking, 1929: werkwilligen op het Maastrichtse fabrieksterrein

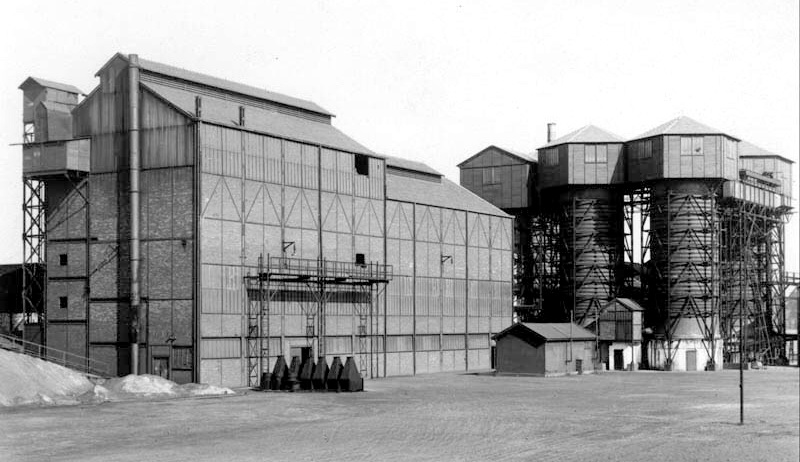
Zwavelzuurfabriek in Limmel, ca. 1930

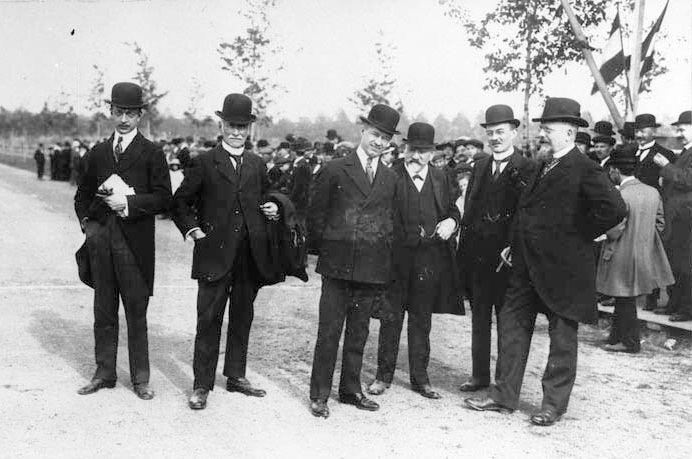
De directie in Eijsden bij het 50-jarig bestaan in 1920. In het midden Fernand Pisart

### Stakingen
Het autoritaire bewind van Fernand Pisart viel niet in goede aarde bij de fabrieksarbeiders van de Maastrichtse Zinkwit Maatschappij. Op 8 september 1919 gingen de arbeiders staken. Ze eisten afschaffing van de 24-uurs zondagsdienst en een betere beloning. Na gedeeltelijke inwilliging van de eisen en onder zware druk van de directie werd het werk op 15 december hervat.
Van 22 juli tot circa 20 november 1929 vond opnieuw een staking plaats, de bekende zinkwitstaking, die geldt als hoogtepunt van de strijd tussen katholieke en socialistische vakbondsleden in Maastricht en Zuid-Limburg. Directe aanleiding was het ontslag van zes collega's. De stakers eisten tevens hoger loon, betere arbeidsomstandigheden en het recht om zich bij een vakbond aan te sluiten. Op 2 augustus hervatten de leden van de katholieke vakbond het werk, nadat de directie deze bond erkende. De andere stakers bedreigden daarna de werkwilligen, die enige tijd gedwongen werden in de fabriek te overnachten (waar op zondag een pastoor de mis kwam doen). De confrontaties hielden aan en op 16 oktober kwamen daarbij twee arbeiders om het leven.
De Maastrichtse fabriek had in 1930 393 werknemers in dienst. In 1937 waren dat er nog 260. De oppervlakte van het fabrieksterrein, zonder de zwavelzuurfabriek, besloeg bijna vier hectare.

### Naoorlogse ontwikkelingen

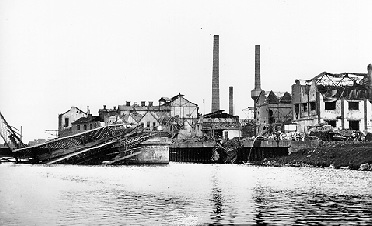
Maastrichtse Zinkwitfabriek na het bombardement van 1944

Bij een geallieerd bombardement op de Spoorbrug Maastricht (die overigens werd gemist) werd de oude Maastrichtse zinkwitfabriek op 18 augustus 1944 vrijwel geheel verwoest en niet meer heropgebouwd. De productie werd tot eind jaren 1950 voortgezet in de iets noordelijker gelegen fabriek te Limmel. Het deels ommuurde Zinkwitterrein aan de Franciscus Romanusweg lag jarenlang braak. In 1965-67 werd hier een modernistisch kantoorpand gebouwd van de Provinciale Limburgse Elektriciteits-Maatschappij, later asielzoekerscentrum. 
In 1975 werd de lithopoonfabriek in Eijsden gesloten en werd de zinkwitafdeling gemoderniseerd. In 1989 kwam de Zinkwit in handen van Vieille Montagne en sinds 2001 is het een onderdeel van de Belgische Umicore groep en heet sindsdien Umicore Nederland B.V.. In 2016 is Umicore Nederland B.V. verkocht aan de Amerikaanse investeringsmaatschappij Open Gate en gaat sindsdien verder onder de naam EverZinc Nederland B.V.
Het geproduceerde zinkwit wordt gebruikt in de rubber-, chemische, keramische, farmaceutische en veevoederindustrie. Het aantal medewerkers bedroeg in 2008 ongeveer 350.

### Silicatenfabriek
In 1961 werd een silicatenfabriek opgericht, die ook zeolieten ging produceren. Ze werd verkocht en heet Ineos Silicas. Sinds 2009 heet het bedrijf PQ Silicas Het produceert met 170 medewerkers jaarlijks meer dan 160 kiloton silicaten en zeolieten uit zand, soda, natronloog en aluminiumhydroxide.

## Erfgoed
Van de oudste fabrieksinstallaties is zowel in Eijsden als Maastricht vrijwel niets bewaard gebleven. De arbeiderswijk Mariadorp in Eijsden werd tijdens de Eerste Wereldoorlog gebouwd in opdracht van de Zinkwit. De wijk bestaat uit 87 witgeschilderde huisjes aan korte zijstraatjes van de rijksweg Maastricht-Luik. Twee directeurswoningen en een kantoorgebouw in Eijsden zijn sinds 1996 rijksmonumenten. Eerstgenoemde villa's liggen naast elkaar in de Prins Hendrikstraat en zijn in 1905 gebouwd voor de directeuren Thomas en Meesters. Het bedrijfskantoor van de Eijsdense vestiging aan de Ir. Rocourstraat werd in 1928 door de Maastrichtse architecten V.F. Marres en W.J. Sandhövel ontworpen in traditionalistische stijl. Dezelfde architecten ontwierpen in 1916 in het Maastrichtse Villapark de directievilla van directeur A. Lotens (hoek Prins Bisschopsingel / Prins Hessen Casselstraat). Dit gebouw, "Villa Groenhove" geheten, is een gemeentelijk monument. In Limmel is alleen de fabrieksschoorsteen op het naoorlogse fabrieksterrein behouden.

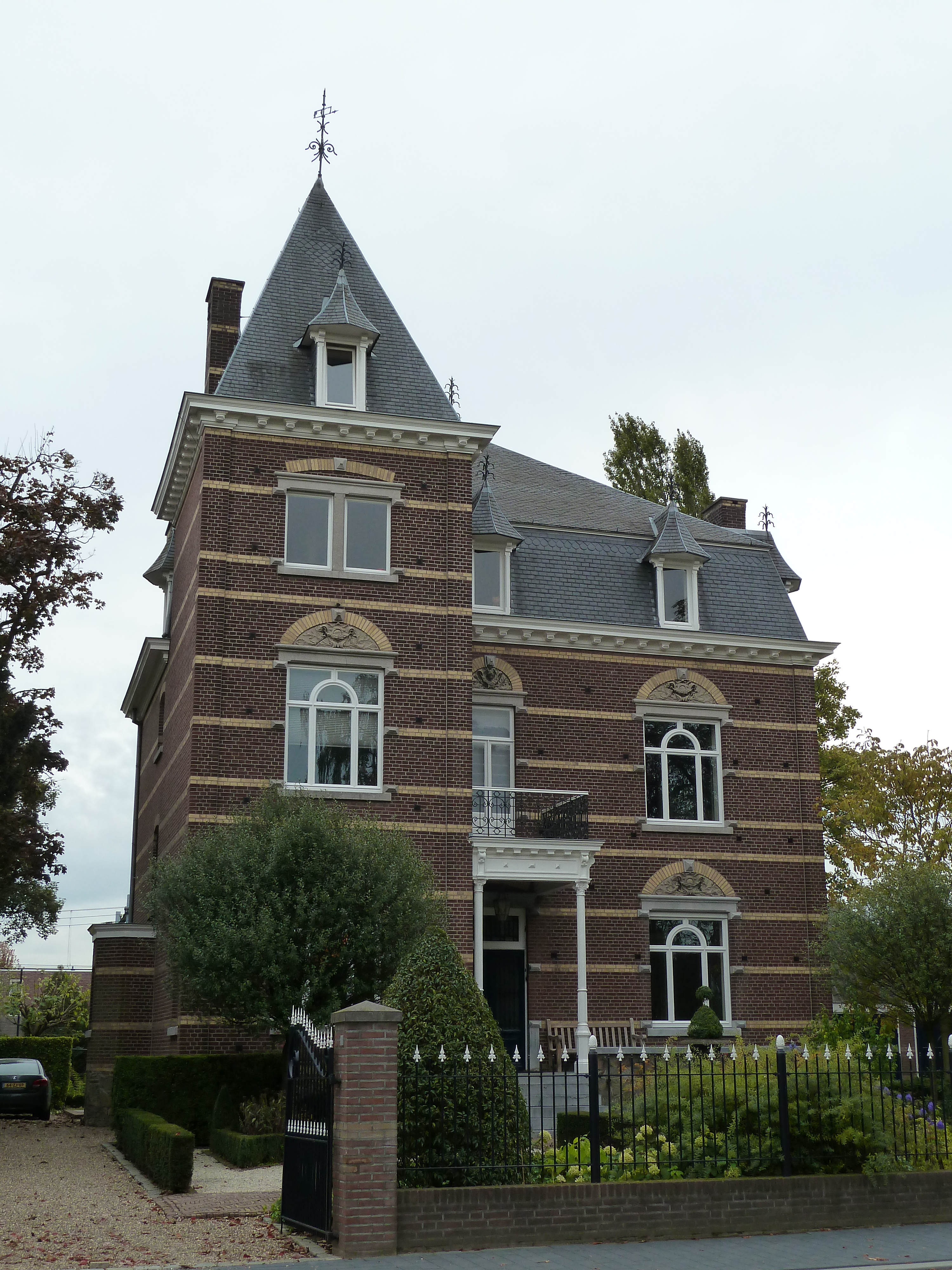
Directievilla, Eijsden
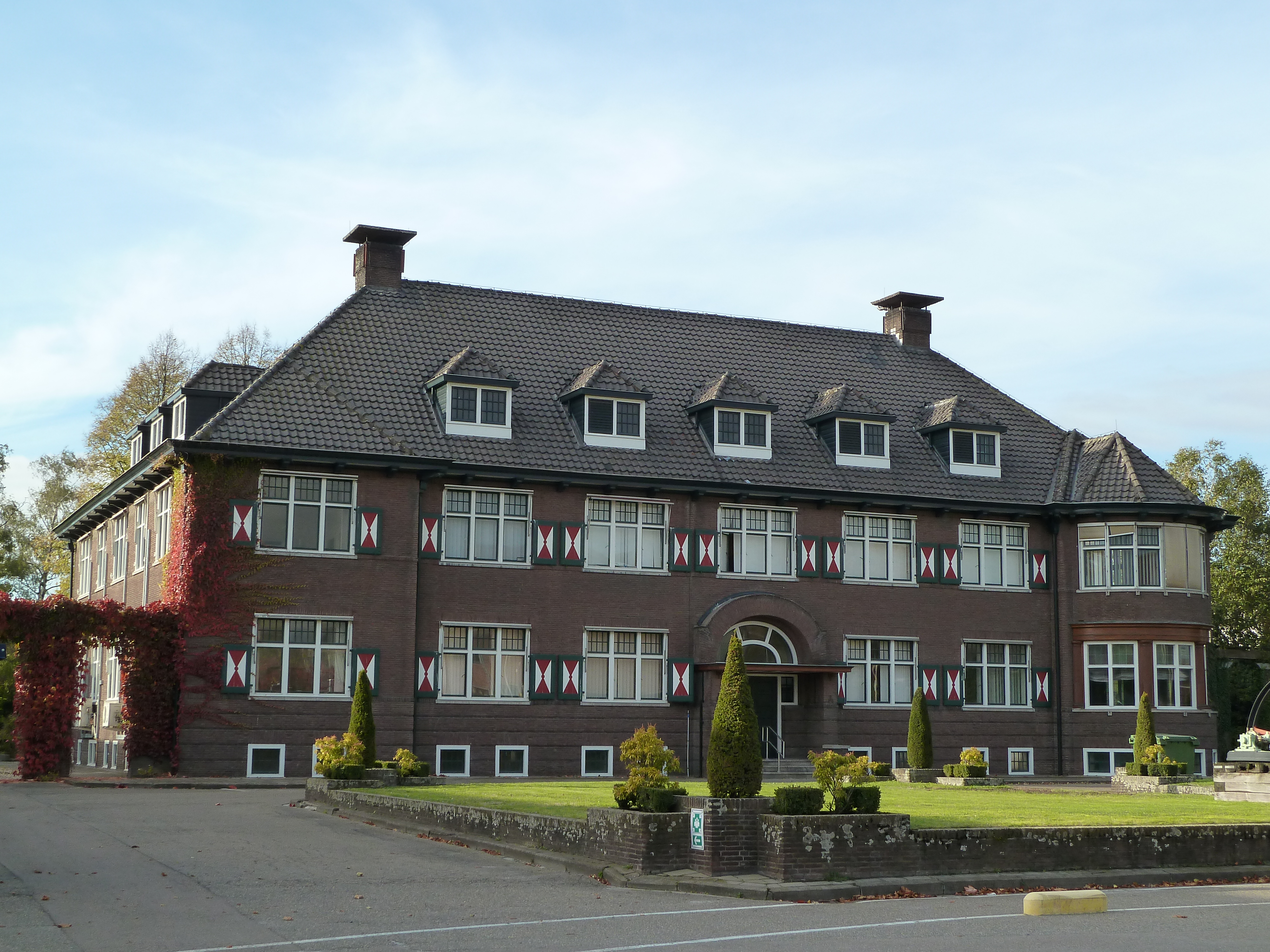
Kantoor Zinkwit, Eijsden
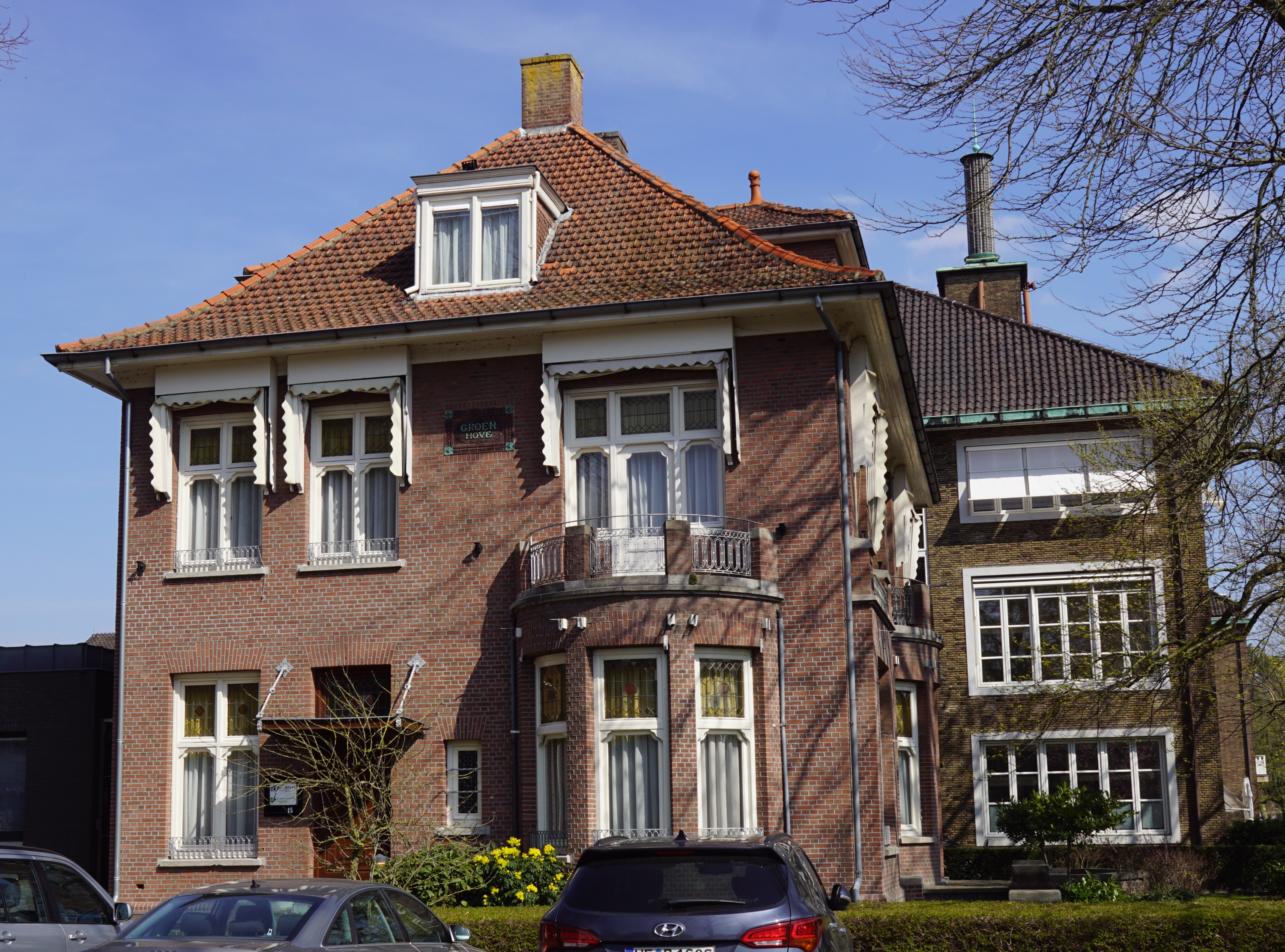
Directievilla, Maastricht
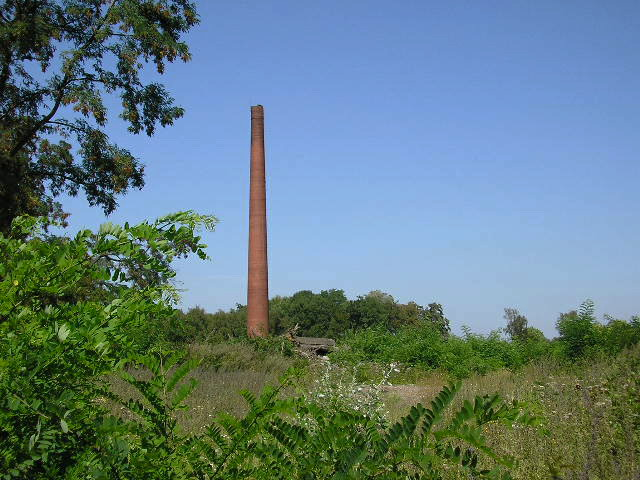
Fabrieksschoorsteen, Limmel